# Sveti Luka riše Madono
Sveti Luka riše Madono, je velika slika, olje in tempera na hrastovem lesu, običajno datirana med letoma 1435 in 1440, ki jo pripisujejo staronizozemskemu slikarju Rogierju van der Weydnu. Slika hranjena v Muzeju lepih umetnosti v Bostonu prikazuje evangelista Luko, zavetnika slikarjev, ki skicira Devico Marijo, ko doji otroka Jezusa. Liki so postavljeni v meščansko notranjost, ki se odpira proti vrtu, reki, mestu in nadaljuje v pokrajino. Zaprti vrt, naslikana rezbarija Adama in Eve na ročaju Marijinega prestola in atributi svetega Luke spadajo med simbolne elemente slike.
Na Van der Weydna je močno vplival Jan van Eyck, slika je namreč zelo podobna njegovi nekaj zgodnejši sliki Madona kanclerja Rolina, ki je običajno datirana okoli leta 1434 -  a pomembne so tudi razlike med slikama. Položaj obeh figur in barve oblačil se zamenjane, Luka s položajem na desni zavzame osrednje mesto; njegov obraz običajno velja za van der Weydnov (prikriti) avtoportret. Obstajajo tudi tri sodobne različice (replike) v muzejih Ermitaž v Sankt Peterburgu (obrezana), Stari pinakoteki v Münchnu in Groeningov muzej v Bruggeu (ta je najverjetneje že kopija in ne replika). Tabla v Bostonu velja za original s podrisbami, ki pa so močno predelane in jih v kasnejših replikah ni. Slika je v razmeroma slabem stanju navkljub obsežni obnovi in čiščenju površine.
Zgodovinski pomen slike temelji tako na spretnosti oblikovanja kot na združevanju zemeljskega in božanskega kraljestva. Z umestitvijo v isti prostor Madone in prikazom slikarja v uprizoritvenem dejanju Van der Weyden v ospredje postavlja vlogo umetniške ustvarjalnosti v družbi 15. stoletja. Tabla je bila zelo vplivna tudi s kopijami Mojstra legende o sveti Uršuli in Huga van der Goesa.

## Naročilo
Za sliko Sveti Luka riše Madono ni ohranjenih sodobnih arhivskih dokumentov, vendar se umetnostni zgodovinarji strinjajo, da je bila skoraj zagotovo naslikana za bruseljski slikarski ceh, za njihovo kapelo v stolnici sv. Mihaela in sv. Gudule, kjer je bil van der Weyden tudi pokopan. Morda je bila naročena ob praznovanju umetnikovega imenovanja za mestnega slikarja v Bruslju. Mislili so, da je bil Luka Evangelist portretist, zato so bili pod njegovo zaščito cehi severnoevropskih slikarjev.
Slike iz 15. stoletja, Luke, ki slika Devico, so pogosteje našli v severni kot v italijanski umetnosti. Luka je bil zaslužen za poslikavo izvirnika izjemno priljubljene italijansko-bizantinske slike Cambraiška Madona, ki so ji pripisali številne čudeže. Izvirnik tega dela je bil leta 1440 iz Rima odpeljan v Francijo, v štirih letih pa je bilo izdelanih vsaj 15 visokokakovostnih kopij. Šteli so ga za primer spretnosti svetega Luke in sodobni slikarji so si ga prizadevali posnemati v svojih upodobitvah Marije. V splošnem verovanju je veljalo, da je bilo bistvo Device zajeto v Lukovem portretu.

## Po van Eycku
Van der Weyden pozorno sledi Van Eyckovi sliki Madona kanclerja Rolina, čeprav obstajajo pomembne razlike. Pokrajina pri van der Weydnu je manj podrobna in njen vrh daje manj iluzije odprtosti kot van Eyckova. Najbolj očitna podobnost sta dve figuri, ki stojita na mostu in morda nista nosilca posebne identitete; tiste pri Van der Weydnu včasih prepoznajo kot Joachima in Anne, Marijina starša. Na van Eyckovi sliki desna figura nosi rdeč turban, motiv, ki je splošno sprejet kot znak, da gre za umetnikov avtoportret; podobne slike najdemo na londonskem Portret moža in odsevu viteškega ščita v Devica in otrok s kanonikom van der Paelejem v Bruggesu.
Van der Weyden spremeni položaj glavnih oseb; Devica se prikaže na levi, položaj, ki je postal prevladujoč v kasnejših nizozemskih diptihih. Barve v tem delu so toplejše od barv pri van Eycku. Van der Weyden zamenja kostume; Luka je oblečen v rdečo ali škrlatno barvo, Marija v bolj značilne tople modre. Devičin tip je bil nadalje spremenjen, tukaj je upodobljena kot Maria lactans (Doječa Marija). To je ena izmed njenih standardnih upodobitev, drugačna od motiva Hodegetrije (Marije, ki kaže pot), ki je najpogosteje povezana z upodobitvami svetega Luke v bizantinskem in severnem okolju 15. stoletja. Ta upodobitev Marijinega materinstva poudarja, da je Kristus človeštvo odkupil kot človek... [in] duhovno negovalno«.

## Opis
Tabla vsebuje štiri posamezne koščke hrasta, pobarvanega čez kredo, vezano z lepilom. Pripravljen les je datiran okoli leta 1410, kar predstavlja predvideni datum za Van der Weydna sredi 1430-ih. Prevladujoči pigmenti so svinčeno bela (pogosto uporabljena v tabli za poudarjanje modrih in zelenih prehodov), črno-oglje, ultramarin, svinec-kositer-rumeno, verdigris in rdeča. Prišlo je do razbarvanja - nekaj zelenja je zdaj rjave barve, vključno s pigmenti, ki se uporabljajo za prikaz trave v ozadju. 
Marija sedi pod brokatnim baldahinom, pobarvanim v rjave odtenke, ki so bili takrat obarvani v temno zeleno. Nadstrešek visi do lesene klopi, pritrjene na steno za njo. Marijini lasje so spuščeni, nosi vezeno obleko, obloženo s krznom. Okoli njenega vratu je lahka tančica in je prikazana ko doji. Njena obleka je osrednji del table, sestavljena iz različnih modrih barv, prevlečenih s svinčeno belimi in temno modrimi poudarki lapis lazuli. Notranji deli njene halje vsebujejo vijolično obarvano tkanino, obloženo s sivkasto modrimi in vijoličnimi odtenki.
Luka je postavljen na zeleno blazino, med nebeško postavo in majhno delovno sobo za njim. Vstaja bodisi iz klečečega položaja ali pa bo kmalu pokleknil. Njegove oči so pozorno uprte vanjo in zdi se, da je skoraj hipnotiziran. Jezus je podobno prevzet. Hall opisuje Lukove roke, da plavajo pred njim in držijo orodje »z enako dobroto, kot bi angel lahko držal lilijo ali žezlo«. Marija je obrnila obraz, tako da jo je lahko prikazal v skoraj celotnem profilu, kar je redka čast, medtem ko je Luka v klečečem položaju popolnoma podoben položaju tipičnega portreta donatorja v navzočnosti Madone.
Luka je brez brade in je v zgodnjih 40-ih letih blizu starosti van der Weydna sredi 1430-ih. Njegov obraz ni idealiziran; je srednjih let s svetlim strniščem in osivelimi lasmi. Soba za njim vsebuje njegove atribute, vključno z volom in odprto knjigo, ki predstavlja njegov evangelij. Naslikan je z več naturalizma kot Marija; njegove oči so predvsem bolj realistično narisane. Kristus je v skladu s takrat idealizirano obliko kot preprost polmesec. Marijine so oblikovane iz ukrivljenih linij, značilnih za poznogotske ideale ženske lepote. V primerjavi s sodobnimi slikami te vrste je delo nenavadno brez napisov; pojavijo se le na predmetih iz Lukove delovne sobe, ki jih na njegovi desni slabo zaznavamo: na knjigi, na steklenički s črnilom in na zvitku, ki izvira iz ust njegovega vola, pod majhno pisalno mizo.
Scena je umeščena v precej ozek notranji prostor z banjasto obokanim stropom, vzorčnimi talnimi ploščicami in vitražnimi okni. Zunanja stena se odpre proti sredini, s travo in rastlinami in pogledom na reko. Umetnostni zgodovinar Jeffrey Chipps Smith ugotavlja, kako prehod med tlemi vzpostavlja »kompleksen prostor, v katerem je [van der Weyden] dosegel skoraj nemoteno gibanje od dovršene arhitekture glavne sobe do vrta in parapeta srednje poti do urbane in podeželske pokrajine zadaj«.
Dve figuri v sredi stojita ob zidu z razgledom na vodo, hrbta obračata proti gledalcu, moški pa je usmerjen navzven. Obrobljena sta s stebri in v ozadju gledata na mesto in pokrajino. Figuri sta videti zamišljeni zaradi tega kar vidita, kar je po mnenju Carol Purtle za van der Weydna oblika pobožnosti; z meditacijo na podobo je »opazovalec izkusil vizije prenosa ekstaze«. Tehnična analiza kaže, da sta bili obe figuri močno predelani tako v podrisu kot na končni poslikavi; [29] kapuca na desni je bila prvotno rdeča, med številnimi drugimi razlikami pa prebarvana v črno.
Položaj teh figur je zelo podoben položaju dveh oseb, prikazanih na van Eyckovi tabli. Na tej sliki se desna figura obrne proti svojemu spremljevalcu in mu s kretnjo kaže navzven. V Van der Weydnu se zdi enakovredna slika zaščitniška do njegovega prijatelja, ki je tu ženskega spola, medtem ko bi leva figura na prejšnji tabli lahko predstavljala poklon umetnikovemu bratu Hubertu, ki je umrl v 1420-ih. Rdeče pokrivalo je bilo pokazatelj avtoportreta Van Eycka. Tako kot pri Van Eycku, tudi pri figuri delujejo primeri repoussoir, saj nas opozarjajo na osnovno temo slike - sposobnost slike, da vizualizira neskončnost sveta v pokrajini. Slika morda aludira na koncept paragone (italijansko paragone, pomeni 'primerjava'); človek pokaže na pokrajino, morda poudari sposobnost slikanja, da v nasprotju s kiparstvom ospredje osredotoči na svoje ozadje. 
Pregled podrisa kaže, da je umetnik nameraval van Eyckovega angela, ki bi kronal Marijo, vendar je bilo to na zadnji sliki izpuščeno. Že pred koncem dokončanja je močno predelal položaje treh glavnih oseb. Prevleke plaščev so bile sprva večje. Kristusovo telo se je sprva soočilo z Lukom, pozneje pa je bilo nagnjeno v smeri njegove matere. Mati in otrok sta se zbližala. Lukova glava je bila na istem nivoju z Marijino, v zadnji sliki pa je nekoliko dvignjena. Razlike presegajo tiste v ospredju. Utrdbe notranjega dvorišča so povečane, medtem ko sta bili dve figuri, ki gledata čez reko, manjši, sama reka pa ožja.

## Avtoportret
Za Lukov obraz velja, da je van der Weydnov avtoportret. Morda se je želel povezati tako s svetnikom kot z naročnikom slike. To je podkrepljeno z dejstvom, da je Luka prikazan kako riše v srebrnim pisalom na belem papirju; izredno težaven medij, ki zahteva visoko koncentracijo in se običajno uporablja samo za pripravo. Umetnik s pripravljalnimi skicami drzno poudarja svojo sposobnost in spretnost; ena sama ohranjena risba srebrnega pisala, ki jo pripisujejo van der Weydnu, zdaj v Louvru, vsebuje žensko glavo, ki je zelo podobna Marijini na bostonski tabli.
Van der Weyden je videti inteligenten in čeden, a vremensko obrabljen. Še v eno  delo je vstavil avtoportret; Trajanova in Herkinbaldova pravica, znana po tapiseriji v Zgodovinskem muzeju v Bernu. Kasneje so severni umetniki sledili njegovemu zgledu, pri čemer so uporabili avtoportrete v svojih upodobitvah Luke.
Katere biografske podrobnosti so na voljo, umetnika uvrščajo med pobožne katoličane, pod močnim vplivom mističnih in nabožnih besedil, ki poznajo ženske teologinje 12. in 13. stoletja, kot sta Mechthild iz Magdeburga in Hildegarda iz Bingna. Verjeli so, da razmišljanje o pobožnih slikah med meditacijo lahko privede do vizije ali stanja ekstaze. Iz teh naukov je mogoče, da je van der Weyden razvil vrsto pobožnih motivov, kot je Magdalena bere. Pomen sv. Luke v krščanski umetnosti je poudarjen v tem, da sv. Luka slika Madono, hkrati pa potrjuje »vlogo umetnosti v okviru meditacije in kontemplacije«.
Avtoportret dosega številne namene. Deluje kot poklon lastnim sposobnostim, kot merilo njegove spretnosti proti van Eycku in kot primer za legitimnost slikarske obrti. S prikazom sebe kot sv. Luke pri risanju kot slikanju, De Vries meni, da van der Weyden razkriva »umetniško zavest s komentiranjem umetniških tradicij in s tem predstavlja vizualni argument za vlogo in funkcijo umetnika in njegove umetnosti, ena v tistem času še vedno pretežno versko opredeljena«.
Smith tablo opisuje kot »razstavo slikarske umetnosti«, pri čemer ugotavlja, da van der Weyden beleži bistvene veščine, ki bi jih moral obvladati vsak uspešen umetnik, medtem ko trdi, da je dedič svetega Luke. Dela v srebrenki - in je tako neobremenjen s slikarskimi pripomočki; stojalo, sedež ali drugi predmeti, ki bi lahko sestavili nered ali, kar je še pomembneje, postavili fizično oviro med božanskim in zemeljskim kraljestvom.

## Ikonografija
Slika je bogata z dejansko in implicitno ikonografijo. Van der Weyden predstavlja Marijo kot deviški tip Maria lactans, simbol 'matere cerkve', ki je še posebej priljubljena v času kuge ali lakote, kar pomeni, da skrbi za vse in nihče ne bo lačen. Ta pojem je povezan z dvojno Lukovo vlogo zdravnika (in s tem zdravilca) in umetnika. Van der Weyden je že prej upodobil Marijo, ki doji v svoji Devica na prestolu in otrok, ki prikazuje enako podrobne rezbarije, ki so pomembne, vendar so manjše po velikosti in značaju ter izpuščajo pogled.
Arhitektura zaprtega prostora nakazuje cerkev. Devica sedi pod nadstreškom, ki je morda simbol svetega prostora in prostorske ločitve med slavljencem in občestvom, običajno s pomočjo korne pregrade. Majhna soba na desni bi lahko simbolizirala odrsko sobo. Naslonjala njenega prestola so naslikana kot vklesane figure, vključno z Adamom in Evo in kačo pred izgonom iz raja. Soba je obrnjena proti zaprtemu vrtu, ki je še en simbol Device Marije. Čeprav je Marija postavljena na prestol in pod nadstreškom, kar kaže na njeno vlogo nebeške kraljice, sedi na stopnici, kar kaže na njeno ponižnost. 
Marija zavzema zemeljski prostor v nasprotju s svetim, vendar ostaja odmaknjena. Ta pristop poudarjajo sekundarne srednjeveške figure, ki so zunaj na prostem, medtem ko so glavne figure postavljene v povišani sobi s prestolom, velikimi oboki in lesenimi rezbarijami. Van der Weydnova postavitev je manj umetna kot van Eyckova; tu se Luka in Marija soočata enakovredno, ne pa na Van Eyckovi sliki, kjer se, kot opisuje Blum, soočata »božanstvo in smrtnik«. Van der Weyden izpusti krilatega angela, ki drži krono, ki lebdi nad Marijo; figura je bila vključena v podris, vendar na koncu opuščena. Pokrajina je bolj posvetna kot van Eyckova, v kateri prevladujejo cerkveni zvoniki.
V poznem 13. stoletju so mnogi novonastali slikarski cehi Luko imenovali za svojega zavetnika. Van der Weydnova tabla je med prvimi znanimi upodobitvami svetega Luke, ki je v severno renesančni umetnosti slikal Marijo, skupaj s podobnim delom, izgubljenim triptihom Roberta Campina. Van der Weyden predstavlja humanizirano Marijo in otroka, kot predlaga realistična sodobna okolica, pomanjkanje nimbov in intimna prostorska konstrukcija. Kljub temu panel napolni z obsežno versko ikonografijo.

## Pripis in datacija
V 19. stoletju so sliko povezali s Quentinom Massysom in Hugom van der Goesom. V zgodnjih 1930-ih je umetnostni zgodovinar Alan Burroughs na podlagi rentgenskih slik bostonsko sliko pripisal  Diericu Boutsu 'pod nadzorom' van der Weydna. Pozneje je svoje mnenje spremenil in sliko pripisal van der Weydnu, vendar umetnostni zgodovinarji še vedno niso bili prepričani, katera od štirih različic je bila izvorna in katere replike. Infrardeča reflektografija je razkrila podrisbo na bostonski različici, ki vsebuje težka preoblikovanja in predelavo. Tega v drugih različicah ni, kar je močan dokaz, da je panel iz Bostona izvorni. Pristop k podrisanju je zelo podoben slikam, kjer se ugotavlja pripisovanje Van der Weydnu, kot sta Snemanje s križa v Madridu in Oltar Miraflores v Berlinu. Narejene so s čopičem in črnilom, pri čemer se največ pozornosti posveča obrisom figur in draperij. Črtkanje se uporablja za označevanje območij globoke sence. V vsakem je podrisba delovna skica, ki je predmet stalnih popravkov, ki so se nadaljevale tudi po začetku slikanja. Marijina risba je podobna risbi v Louvru iz leta 1464, pripisana njegovemu krogu. Obe sta tipa van der Weyden, ki je bil zaskrbljen in kaže »nenehno izpopolnjevanje in poudarek na [Marijini] mladosti ... [ki je] zaslediti skozi njegovo delo«. 
Umetnostni zgodovinarji so postopoma spremenili svoje datacije od leta 1450 do trenutno sprejetih 1435–40, torej bolj zgodaj v umetnikovi karieri. Ta ocena temelji na treh dejavnikih; datacija Rolinove Madona, van der Weydnova priložnost ogleda te table in njegova sposobnost, da po takem ogledu ustvari svoje delo. Znano je, da je obiskal Bruselj - kjer je van Eyck imel svoj atelje - leta 1432 in ponovno 1435. Erwin Panofsky je predlagal c. 1434 kot najzgodnejši možni datum in da je bila Rolinova tabla končana leta 1433 ali 1434. Julius Held je bil skeptičen do tega zgodnjega datuma in opozoril, da če smo res, »smo prisiljeni domnevati, da je Rogier v enem letu po Janovem delu prejel naročilo mu dal priložnost, da sprejme Janov kompozicijski vzorec, hkrati pa ga podvrže zelo temeljiti in zelo osebni preobrazbi in vse to v Bruggeu, pred Janovimi očmi«.
Held se kot osamljeni glas in pisanje leta 1955 zavzema za datum med letoma 1440 in 1443, saj vidi delo bolj napredno kot druge umetnikove slike iz sredine 1430-ih in meni, da vsebuje 'precejšnje razlike' v primerjavi z drugimi zgodnjimi deli, zlasti triptih Oznanjenja iz c. 1434. Nadalje opaža, da čeprav je slika postala zelo vplivna, se kopije pojavijo šele sredi stoletja.
Dendrokronološki pregled rastnih obročev v lesu table kaže, da je bil les posekan okoli leta 1410. V 15. stoletju so les običajno uporabljali približno 20 let, preden so ga uporabili pri barvanju tabel, kar je najzgodnejši datum sredi do poznih 1430-ih. Analiza münchenske različice ga uvršča v 1480-ta, približno 20 let po Van der Weydnovi smrti. Panel v Bruggeu je v najboljšem stanju in izjemne kakovosti, vendar je iz ok. 1491–1510.

## Izvor in zaščita
Kljub imenitnosti slike in številnim kopijam je malo znanega o njenem izvoru pred 19. stoletjem. Zdi se verjetno, da je to sliko, ki jo Albrecht Dürer omenja v svojem dnevniškem spominu na obisk Nizozemskih deželah leta 1520. Verjetno gre za isto delo, zabeleženo v popisu Filipa II. iz leta 1574, ki ga hrani El Escorial. Slika je zabeležena leta 1835 v zbirki Don Infante Sebastián Gabriel Borbón y Braganza, vnuk Karla III. in tudi sam umetnik. Gabrielove opombe so podrobno opisale tablo, jo pripisale Lucasu van Leydnu in predlagale zgodnejšo obnovo. Muzeju lepih umetnosti jo je leta 1893 podaril Henry Lee Higginson po nakupu na newyorški dražbi leta 1889. Fotografije iz leta 1914 jo prikazujejo v okrašenem okvirju, ki je verjetno enak opisu Gabriela iz leta 1835.
Tabla je v slabem stanju, kljub vsaj štirim restavracijam pa je znatno poškodovan okvir in površina. Najzgodnejša zabeležena restavracija je bila leta 1893, leta, ko jo je pridobil Muzej likovne umetnosti, vendar o obdelavi ni ohranjenih zapisov. V zgodnjih 1930-ih je kustos slik v muzeju, Philip Henry, sliko opisal kot izvirno van der Weydnovo, vendar je izrazil mnenje, da slabo stanje ovira širše sprejemanje avtorstva. Na tej podlagi je bila leta 1932 poslana v Nemčijo na konzervacijo. Prizadevanja je vodil restavrator Helmut Ruhemann, ki je tablo opisal kot 'strukturno zdravo', odstranjeval plasti razbarvanega laka in 'surovega prebarvanja', medtem ko je zapolnjeval nekatera področja izgube barve. Ruhemann je menil, da je našel dokaze o vsaj dveh večjih restavracijah iz 19. stoletja, med katerimi je bila verjetno tudi tista, ki je bila izvedena v Bostonu leta 1893. Ruhemannovo čiščenje in obnova je bila zelo pohvaljena in je prispevala k temu, da je so tablo sprejeli kot van der Weydnov original.
Ministrstvo za zunanje zadeve je tretjo obnovo izvedlo leta 1943, ko je bilo popravljeno nekaj rumenenja glazure. Nazadnje je bila slika očiščena leta 1980, ko so odstranili manjše količine umazanije, zapolnili nekaj izgub in nanesli lahki sloj laka.

## Vpliv
Če bi bila slika v kapeli Ceha svetega Luke v Bruslju, bi si jo lahko ogledali mnogi skoraj sodobni umetniki. Interpretacija Van der Weydna je bila sredi 15. in v začetku 16. stoletja zelo vplivna, tako v prostih kot zvestih priredbah in kopijah, primeri so v Bruslju, Kasslu, Valladolidu in Barceloni. To odraža njegovo kakovost in dejstvo, da predstavlja idealno podobo umetnika kot avtoportret, ki legitimira in dvigne trgovino.  Vpliven je bil tudi njegov tip Madone, ki ga je ponovno uporabil za Diptih Jeana de Grosa okoli leta 1450. Na tej sliki je krilo Devica in otrok, oblikovano neposredno na tabli sv. Luke, ki razširja vidik predanosti, tako da vključuje donatorja, ki se z njo pojavi na isti tabli. V združitvi zavetnika z Marijo je »umetnik to osebno predanost postavil sestavni del podobe«.
Upodobitve Luke, ki riše Madono, so postale priljubljene sredi do konca 15. stoletja, pri čemer je bila tabla van der Weydna, ki je bila najzgodnejša iz Nizozemskih dežel - prejšnja obravnava Campina takrat izgubljena. Večina je bila prostih kopij (priredb) zasnove van der Weydna. Anonimni slikar, znan kot Mojster legende o sveti Uršuli, je za svojo Devico in otroka, ki je zdaj v New Yorku, vključil vrsto Maria lactans. Med drugimi umetniki, ki ustvarjajo dela, na katera je neposredno vplival portret van der Weydna, so Hugo van der Goes, Dieric Bouts, Derick Baegert in Jan Gossaert. Nekateri umetniki so van der Weydna kopirali tako, da so namesto sv. Luke postavili svojo podobo, predvsem Simon Marmion in Maarten van Heemskerck. S tem ko so se umetniki predstavljali kot Luka, so upodobili Device, ki temeljijo na neposrednem stiku in ji tako dajo resnično podobo.
Van der Goesova je najzgodnejša ohranjena različica z avtogrami in ena najpomembnejših. Ta tabla je bila prvotno krilo diptiha, katerega spremljevalna tabla Device in otroka je izgubljena in je bila verjetno narejena za ceh. Luka je oblečen v težko rdečo haljo, riše pripravljalno skico v srebrenki in ima melanholičen izraz. Zunaj Van der Weydnove teme o vlogi, praksi in obrti umetnika Van der Goes pred svetnika postavi koščke oglja, nož in perje majhne ptice. [69] Podobnosti z van der Weydnom so številne in presenetljive, vključujejo pa posodje za slikanje, rdeče halje, zdravniško kapo in modri plašč. Figura ima enak tip obraza srednjih let in njegova poza, ko kleči na zeleni blazini, čeprav je obrnjena v primerjavi z Van der Weydnovo, je enaka. Van der Goesova prilagoditev je povečala položaj Van der Weydna v očeh poznejših umetnikovih privržencev in pripeljala do nove skupine kopij po vzoru poznejše slike.
Različica tapiserije, tkana v Bruslju okoli leta 1500 je zdaj v Louvru. Verjetno je bila zasnovana z uporabo obrnjene risbe slike.

### Leva tabla
- Detajl pogleda onstran Marijine glave
- Detajl mesta v daljavi
- Detajl figur, ki hodijo v oddaljenem ozadju

### Sources
- Acres, Alfred. "Rogier van der Weyden's Painted Texts". Artibus et Historiae, Volume 21, No. 41, 2000
- Ainsworth, Maryan. In: From Van Eyck to Bruegel: Early Netherlandish Painting in the Metropolitan Museum of Art. New York: Metropolitan Museum, 1998. ISBN 978-0-87099-870-6
- Apostolos-Cappadona, Diane. "Picturing devotion : Rogier's St. Luke drawing the Virgin". In: Purtle, Carol, Saint Luke Drawing the Virgin: Selected Essays in Context. Boston: Museum of Fine Arts, 1997. ISBN 978-2-503-50572-5
- Bauman, Guy. "Early Flemish Portraits 1425–1525". New York: The Metropolitan Museum of Art Bulletin, Volume 43, No. 4, Spring, 1986
- Blum, Shirley Neilsen. "Symbolic Invention in the Art of Rogier van der Weyden". Journal of Art History, Volume 46, Issue 1–4, 1977 doi:10.1080/00233607708603891
- Borchert, Till-Holger. "The Case for Corporate Identification". In: Purtle, Carol, Saint Luke Drawing the Virgin: Selected Essays in Context. Boston: Museum of Fine Arts, 1997. ISBN 978-2-503-50572-5
- Borchert, Till-Holger. "Saint Luke Drawing the Virgin". In: Borchert, Till-Holger, Chapuis Julien, Van Eyck to Dürer. London: Thames & Hudson, 2011. ISBN 978-0-500-23883-7
- Brush, Craig. From the Perspective of Self: Montaigne's Self-portrait. New York: Fordham University Press, 1994. ISBN 978-0-8232-1550-8
- Campbell, Lorne. Van der Weyden. London: Chaucer Press, 2004. ISBN 978-1-904449-24-9
- Campbell, Lorne. Van der Weyden. New York: Harper and Row, 1980. ISBN 978-0-06-430650-8
- Campbell, Lorne; van der Stock, Jan. Rogier Van Der Weyden: 1400–1464 : Master of Passions. Zwolle: Waanders, 2009. ISBN 978-90-8526-105-6
- Delmarcel, Guy. Flemish Tapestry from the 15th to the 18th Century. Tielt: Lannoo, 1999. ISBN 978-90-209-3886-9
- De Vos, Dirk. Rogier Van Der Weyden: The Complete Works. New York: Harry N. Abrams, 2000. ISBN 978-0-8109-6390-0
- Eisler, Colin Tobias. New England Museums. Brussels: Centre National de Recherches Primitifs, 1961
- Kleiner, Fred. "Gardner's Art Through the Ages". Boston: Wadsworth, 2008. ISBN 978-1-285-75499-4
- oerner, Joseph Leo. The Moment of Self-Portraiture in German Renaissance Art. Chicago: University of Chicago Press, 1997. ISBN 978-0-226-44999-9
- Hall, James. The Self-Portrait: A Cultural History. London: Thames and Hudson, 2014. ISBN 978-0-500-29211-2
- Hand, John Oliver; Metzger, Catherine; Spronk, Ron. Prayers and Portraits: Unfolding the Netherlandish Diptych. National Gallery of Art (U.S.), Koninklijk Museum voor Schone Kunsten (Belgium). New Haven: Yale University Press, 2006. ISBN 978-0-300-12155-1
- Held, Julius. Review of: "Early Netherlandish Painting, Its Origin and Character by Erwin Panofsky". The Art Bulletin, Volume 37, No. 3, 1955 doi:10.2307/3047611. JSTOR 3047611
- Hornik, Heidi; Parsons, Mikeal Carl. Illuminating Luke: The Infancy Narrative in Italian Renaissance Painting. London: Continuum, 2003. ISBN 978-1-56338-405-9
- Harbison, Craig. The Art of the Northern Renaissance. London: Laurence King Publishing, 1995. ISBN 978-1-78067-027-0
- Ishikawa, Chiyo. "Rogier van der Weyden's 'Saint Luke Drawing the Virgin' Reexamined". Journal of the Museum of Fine Arts, Volume 2, 1990 doi:10.2307/20519725. JSTOR 20519725
- MacBeth, Rhona; Spronk, Ron. "A Material History of Rogier's St. Luke Drawing the Virgin: Conservation Treatments and Findings from Technical Examinations". In: Purtle, Carol, Saint Luke Drawing the Virgin: Selected Essays in Context. Boston: Museum of Fine Arts, 1997. ISBN 978-2-503-50572-5
- Nash, Susie. Northern Renaissance Art. Oxford: Oxford University Press, 2008. ISBN 978-0-19-284269-5
- Newman, Richard. "Painting Materials Used by Rogier Van ver Weyden in Saint Luke Drawing the Virgin". In: Purtle, Carol, Saint Luke Drawing the Virgin: Selected Essays in Context. Boston: Museum of Fine Arts, 1997. ISBN 978-2-503-50572-5
- Powell, Amy. "A Point 'Ceaselessly Pushed Back': The Origin of Early Netherlandish Painting. The Art Bulletin, Volume 88, No. 4, 2006 doi:10.1080/00043079.2006.10786315. JSTOR 25067283
- Purtle, Carol (ed). Saint Luke Drawing the Virgin: Selected Essays in Context. Boston: Museum of Fine Arts, 1997. ISBN 978-2-503-50572-5
- Ridderbos, Bernhard; Van Buren, Anne; Van Veen, Henk. Early Netherlandish Paintings: Rediscovery, Reception and Research. Amsterdam: Amsterdam University Press, 2005. ISBN 978-0-89236-816-7
- Rothstein, Bret. Sight and Spirituality in Early Netherlandish Painting. Cambridge: Cambridge University Press, 2005. ISBN 978-0-521-83278-6
- Smith, Jeffrey Chipps. The Northern Renaissance (Art and Ideas). London: Phaidon Press, 2004. ISBN 978-0-7148-3867-0
- Spronk, Ron. "More than Meets the Eye: An Introduction to Technical Examination of Early Netherlandish Paintings at the Fogg Art Museum". Harvard University Art Museums Bulletin, Volume 5, No. 1, Autumn 1996 doi:10.2307/4301542. JSTOR 4301542
- Sterling, Charles; Ainsworth, Maryan. "Fifteenth-to Eighteenth-Century European Paintings in the Robert Lehman Collection". New York: The Metropolitan Museum of Art, 1998. ISBN 978-0-691-00698-7
- van Calster, Paul. "Of Beardless Painters and Red Chaperons. A Fifteenth-Century Whodunit". Berlin: Zeitschrift für Kunstgeschichte. Bd., H. 4, 2003. doi:10.2307/20055358. JSTOR 20055358
- White, Eric Marshall. "Rogier van der Weyden, Hugo van der Goes, and the Making of the Netherlandish St. Luke Tradition". In: Purtle Carol, Saint Luke Drawing the Virgin: Selected Essays in Context. Boston: Museum of Fine Arts, 1997. ISBN 978-2-503-50572-5